# Majestic (groupe)
Pour les articles homonymes, voir Majestic.
Majestic est un groupe suédois de power metal/metal néo-classique, originaire de Malmö.

## Historique
Le groupe est formé en 1997 par Richard Andersson. Très influencé par la musique d'Yngwie Malmsteen et de Symphony X, le groupe compte deux albums studio.
Le premier album, Abstract Symphony, est publié en mars 1999 au label Massacre Records,. Leur deuxième album, Trinity Overture, est publié en 2000, toujours chez Massacre Records.

## Discographie
- 1999 : Abstract Symphony
- 2000 : Trinity Overture

## Membres

### Derniers membres
- Apollo Papathanasio - chant (1999-?)
- Richard Andersson - claviers (1999-?)
- Martin Wezowski - basse (2000-?)
- Magnus Nordh - guitare (2000-?)
- Peter Wildoer - batterie (2000-?)

### Anciens membres
- Peter Espinoza - guitare (1997-1999)
- Jonas Blum - chant (1997-1999)
- Joel Linder - batterie) (1997-1999)